# Samson (herb szlachecki)
Samson (Sampson, Samsun, Samson-Watta) – polski herb szlachecki. Używały go głównie rodziny w Wielkopolsce i Pomorzu.

## Opis herbu
Prezentowana rekonstrukcja jest oparta na rysunku z Księgi herbowej rodów polskich. Barwę lwa zrekonstruowano na podstawie herbarza Niesieckiego. Opis takiej rekonstrukcji brzmi następująco:
W polu błękitnym biblijny Samson barwy naturalnej, rozdzierający rękoma paszczę lwa stojącego, złotego.
Klejnot: Trzy pióra strusie, złote między błękitnymi.
Kasper Niesiecki przedstawił Samsona dodatkowo w złotej szacie, opierającego lewą nogę o zwierzę.
Józef Szymański podaje Samsona w szacie do pasa zielonej, od pasa czerwonej.

## Najwcześniejsze wzmianki
Herbem Samson posługiwał się Gniewomir z rycerskiego rodu Samsonów-Watów, który w latach 1248–1251 wzmiankowany jest jako pierwszy znany z imienia kasztelan rogoziński. Najstarszy zapis pochodzi z 1401 roku.

## Herbowni
Najpełniejszą listę herbownych stworzył Tadeusz Gajl w Herbarzu polskim od średniowiecza do XX wieku z 2007 roku. Lista zawiera 109 nazwisk.
Barczewski, Barszczewski, Bartoszewicz, Belęcki, Bielicki, Blęcki, Blędzki, Błęcki, Błędzki, Bobowicki, Bodzanowski, Bolęcki, Borkowski, Bulewski, Bulowski, Bylewski, Bylęcki, Chalecki, Chobieński, Chwalkowski, Ciesielski, Dawlaszewicz, Dawleszewicz, Debrzeński, Drachowski, Dzierzyński, Dzierżyński, Eksner, Exner,Fabiszewski, Gaszyński, Głupoński, Gorzycki, Gościchowski, Grodzicki, Gromadzki, Groszkiewicz, Hejmowski, Heymowski, Jabłoński, Janulewicz, Jaromierski, Jaromirski, Karczewski, Kąkolewski, Knap, Kobacki, Kokalewski, Konopka, Kormanicki, Kormaniecki, Kosicki, Kosiński, Koszycki, Kraśnicki, Kubacki, Kulski, Kurczewski, Kuroczyc, Kuroczycki, Leński, Liński, Lutomski, Łajewski, Łojecki, Łojewski, Łubkowski, Łuczyński, Łupkowski, Makarewicz, Marzyński, Masilewicz, Maskowski, Masłowski, Masondowicz, Młyński, Mosondowicz, Moyrzym, Niemczycki, Niemierzycki, Olewiński, Otuski, Pakosławski, Piotrkowski, Płuksnia, Płuksnio, Proski, Rokalewski, Rosicki, Rosiński, Rożnowski, Rychłowski, Rychwalski, Rzeszotarzewski, Samsonowicz, Samsonowski, Samusewicz, Skrzydlewski, Skrzydłowski, Sprowski, Stawski, Toczełowski, Toczyłowski, Uchorowski, Wata, Watta, Wołotowski, Wygrożewski, Zakrzewski, Zawadzki.